# Élections générales espagnoles de 2016 en Castille-La Manche
Les élections générales espagnoles de 2016 (en espagnol : Elecciones generales de España de 2016) se sont tenues le dimanche 26 juin 2016 afin d'élire les 350 députés et 208 des 266 sénateurs de la XIIe législature des Cortes Generales. 21 députés sont élus en Castille-La Manche.

## Résultats
| Parti                  | Parti                                                   | Voix      | %     | +/-           | Sièges | +/-           |
| ---------------------- | ------------------------------------------------------- | --------- | ----- | ------------- | ------ | ------------- |
|                        | Parti populaire (PP)                                    | 475 911   | 42,73 | 4,59          | 12     | 2             |
|                        | Parti socialiste ouvrier espagnol (PSOE)                | 303 786   | 27,28 | 1,08          | 7      | en stagnation |
|                        | Unidos Podemos (UP) (Pod.-IU-Equo)                      | 164 160   | 14,74 | 2,50          | 2      | 1             |
|                        | Ciudadanos (Cs)                                         | 145 261   | 13,04 | 0,73          | 0      | 3             |
|                        | Parti animaliste contre la maltraitance animale (PACMA) | 9 839     | 0,88  | 0,17          | 0      | en stagnation |
|                        | Union, progrès et démocratie (UPyD)                     | 2 412     | 0,22  | 0,31          | 0      | en stagnation |
|                        | Vox                                                     | 1 828     | 0,16  | 0,15          | 0      | en stagnation |
|                        | Recortes Cero-Grupo Verde (RC-GV)                       | 1 718     | 0,15  | en stagnation | 0      | en stagnation |
|                        | Autres partis                                           | 1 856     | 0,17  | -             | 0      | -             |
|                        | Vote blanc                                              | 6 988     | 0,63  | 0,07          |        |               |
|                        |                                                         |           |       |               |        |               |
| Suffrages exprimés     | Suffrages exprimés                                      | 1 113 759 | 98,89 |               |        |               |
| Votes nuls             | Votes nuls                                              | 12 468    | 1,11  |               |        |               |
| Total                  | Total                                                   | 1 126 227 | 100   | -             | 21     | en stagnation |
| Abstention             | Abstention                                              | 442 857   | 28,22 |               |        |               |
| Inscrits/Participation | Inscrits/Participation                                  | 1 569 084 | 71,78 |               |        |               |

### Résultats par provinces

#### Albacete
| Parti                  | Parti                                                   | Voix    | %     | +/-           | Sièges | +/-           |
| ---------------------- | ------------------------------------------------------- | ------- | ----- | ------------- | ------ | ------------- |
|                        | Parti populaire (PP)                                    | 89 717  | 40,88 | 4,07          | 2      | en stagnation |
|                        | Parti socialiste ouvrier espagnol (PSOE)                | 59 617  | 27,16 | 1,00          | 1      | en stagnation |
|                        | Unidos Podemos (UP)                                     | 33 509  | 15,27 | 2,71          | 1      | 1             |
|                        | Ciudadanos (Cs)                                         | 31 976  | 14,57 | 0,01          | 0      | 1             |
|                        | Parti animaliste contre la maltraitance animale (PACMA) | 1 985   | 0,90  | 0,22          | 0      | en stagnation |
|                        | Union, progrès et démocratie (UPyD)                     | 430     | 0,20  | 0,29          | 0      | en stagnation |
|                        | Recortes Cero-Grupo Verde (RC-GV)                       | 321     | 0,15  | 0,02          | 0      | en stagnation |
|                        | Phalange espagnole (FE-JONS)                            | 255     | 0,12  | Nv.           | 0      | en stagnation |
|                        | Parti communiste des peuples d'Espagne (PCPE)           | 233     | 0,11  | en stagnation | 0      | en stagnation |
|                        | Vote blanc                                              | 1 430   | 0,65  | 0,10          |        |               |
|                        |                                                         |         |       |               |        |               |
| Suffrages exprimés     | Suffrages exprimés                                      | 219 473 | 98,99 |               |        |               |
| Votes nuls             | Votes nuls                                              | 2 233   | 1,01  |               |        |               |
| Total                  | Total                                                   | 221 706 | 100   | -             | 4      | en stagnation |
| Abstention             | Abstention                                              | 88 377  | 28,50 |               |        |               |
| Inscrits/Participation | Inscrits/Participation                                  | 221 706 | 71,50 |               |        |               |

#### Ciudad Real
| Parti                  | Parti                                                   | Voix    | %     | +/-  | Sièges | +/-           |
| ---------------------- | ------------------------------------------------------- | ------- | ----- | ---- | ------ | ------------- |
|                        | Parti populaire (PP)                                    | 121 622 | 43,53 | 5,13 | 3      | en stagnation |
|                        | Parti socialiste ouvrier espagnol (PSOE)                | 81 728  | 29,25 | 1,86 | 2      | en stagnation |
|                        | Unidos Podemos (UP)                                     | 37 510  | 13,43 | 2,38 | 0      | en stagnation |
|                        | Ciudadanos (Cs)                                         | 33 126  | 11,86 | 0,48 | 0      | en stagnation |
|                        | Parti animaliste contre la maltraitance animale (PACMA) | 2 334   | 0,84  | 0,18 | 0      | en stagnation |
|                        | Union, progrès et démocratie (UPyD)                     | 679     | 0,24  | 0,31 | 0      | en stagnation |
|                        | Recortes Cero-Grupo Verde (RC-GV)                       | 458     | 0,16  | 0,03 | 0      | en stagnation |
|                        | Vote blanc                                              | 1 939   | 0,69  | 0,08 |        |               |
|                        |                                                         |         |       |      |        |               |
| Suffrages exprimés     | Suffrages exprimés                                      | 279 396 | 98,85 |      |        |               |
| Votes nuls             | Votes nuls                                              | 3 238   | 1,15  |      |        |               |
| Total                  | Total                                                   | 282 634 | 100   | -    | 5      | en stagnation |
| Abstention             | Abstention                                              | 117 918 | 29,44 |      |        |               |
| Inscrits/Participation | Inscrits/Participation                                  | 400 552 | 70,56 |      |        |               |

#### Cuenca
| Parti                  | Parti                                                   | Voix    | %     | +/-  | Sièges | +/-           |
| ---------------------- | ------------------------------------------------------- | ------- | ----- | ---- | ------ | ------------- |
|                        | Parti populaire (PP)                                    | 53 004  | 45,75 | 3,85 | 2      | en stagnation |
|                        | Parti socialiste ouvrier espagnol (PSOE)                | 34 426  | 29,72 | 0,85 | 1      | en stagnation |
|                        | Unidos Podemos (UP)                                     | 15 263  | 13,17 | 1,48 | 0      | en stagnation |
|                        | Ciudadanos (Cs)                                         | 10 868  | 9,38  | 1,40 | 0      | en stagnation |
|                        | Parti animaliste contre la maltraitance animale (PACMA) | 785     | 0,68  | 0,24 | 0      | en stagnation |
|                        | Vox                                                     | 274     | 0,24  | 0,05 | 0      | en stagnation |
|                        | Union, progrès et démocratie (UPyD)                     | 195     | 0,17  | 0,21 | 0      | en stagnation |
|                        | Recortes Cero-Grupo Verde (RC-GV)                       | 130     | 0,11  | 0,03 | 0      | en stagnation |
|                        | Parti communiste des peuples d'Espagne (PCPE)           | 81      | 0,07  | 0,01 | 0      | en stagnation |
|                        | Vote blanc                                              | 823     | 0,71  | 0,06 |        |               |
|                        |                                                         |         |       |      |        |               |
| Suffrages exprimés     | Suffrages exprimés                                      | 115 849 | 98,92 |      |        |               |
| Votes nuls             | Votes nuls                                              | 1 269   | 1,08  |      |        |               |
| Total                  | Total                                                   | 117 118 | 100   | -    | 3      | en stagnation |
| Abstention             | Abstention                                              | 40 717  | 25,80 |      |        |               |
| Inscrits/Participation | Inscrits/Participation                                  | 157 835 | 74,20 |      |        |               |

#### Guadalajara
| Parti                  | Parti                                                   | Voix    | %     | +/-  | Sièges | +/-           |
| ---------------------- | ------------------------------------------------------- | ------- | ----- | ---- | ------ | ------------- |
|                        | Parti populaire (PP)                                    | 52 047  | 39,57 | 4,81 | 2      | 1             |
|                        | Parti socialiste ouvrier espagnol (PSOE)                | 30 282  | 23,02 | 0,50 | 1      | en stagnation |
|                        | Unidos Podemos (UP)                                     | 23 884  | 18,16 | 3,46 | 0      | en stagnation |
|                        | Ciudadanos (Cs)                                         | 21 586  | 16,41 | 1,64 | 0      | 1             |
|                        | Parti animaliste contre la maltraitance animale (PACMA) | 1 349   | 1,03  | 0,18 | 0      | en stagnation |
|                        | Vox                                                     | 541     | 0,41  | 0,06 | 0      | en stagnation |
|                        | Union, progrès et démocratie (UPyD)                     | 413     | 0,31  | 0,44 | 0      | en stagnation |
|                        | Recortes Cero-Grupo Verde (RC-GV)                       | 245     | 0,19  | 0,02 | 0      | en stagnation |
|                        | Phalange espagnole (FE-JONS)                            | 206     | 0,16  | Nv.  | 0      | en stagnation |
|                        | Parti communiste ouvrier espagnol (PCOE)                | 126     | 0,10  | Nv.  | 0      | en stagnation |
|                        | Solidarité et autogestion internationaliste (SAIn)      | 37      | 0,03  | 0,03 | 0      | en stagnation |
|                        | Vote blanc                                              | 822     | 0,62  | 0,10 |        |               |
|                        |                                                         |         |       |      |        |               |
| Suffrages exprimés     | Suffrages exprimés                                      | 131 538 | 98,97 |      |        |               |
| Votes nuls             | Votes nuls                                              | 1 365   | 1,03  |      |        |               |
| Total                  | Total                                                   | 132 903 | 100   | -    | 3      | en stagnation |
| Abstention             | Abstention                                              | 49 505  | 27,14 |      |        |               |
| Inscrits/Participation | Inscrits/Participation                                  | 182 408 | 72,86 |      |        |               |

#### Tolède
| Parti                  | Parti                                                   | Voix    | %     | +/-  | Sièges | +/-           |
| ---------------------- | ------------------------------------------------------- | ------- | ----- | ---- | ------ | ------------- |
|                        | Parti populaire (PP)                                    | 159 521 | 43,41 | 4,64 | 3      | 1             |
|                        | Parti socialiste ouvrier espagnol (PSOE)                | 97 733  | 26,59 | 1,16 | 2      | en stagnation |
|                        | Unidos Podemos (UP)                                     | 53 994  | 14,69 | 2,48 | 1      | en stagnation |
|                        | Ciudadanos (Cs)                                         | 47 705  | 12,98 | 0,82 | 0      | 1             |
|                        | Parti animaliste contre la maltraitance animale (PACMA) | 3 386   | 0,92  | 0,13 | 0      | en stagnation |
|                        | Vox                                                     | 1 013   | 0,28  | 0,11 | 0      | en stagnation |
|                        | Union, progrès et démocratie (UPyD)                     | 695     | 0,19  | 0,30 | 0      | en stagnation |
|                        | Recortes Cero-Grupo Verde (RC-GV)                       | 564     | 0,15  | 0,01 | 0      | en stagnation |
|                        | Autres partis                                           | 918     | 0,25  | -    | 0      | -             |
|                        | Vote blanc                                              | 1 974   | 0,54  | 0,06 |        |               |
|                        |                                                         |         |       |      |        |               |
| Suffrages exprimés     | Suffrages exprimés                                      | 367 503 | 98,83 |      |        |               |
| Votes nuls             | Votes nuls                                              | 4 363   | 1,17  |      |        |               |
| Total                  | Total                                                   | 371 866 | 100   | -    | 6      | en stagnation |
| Abstention             | Abstention                                              | 146 340 | 28,24 |      |        |               |
| Inscrits/Participation | Inscrits/Participation                                  | 518 206 | 71,76 |      |        |               |